# Black Bun

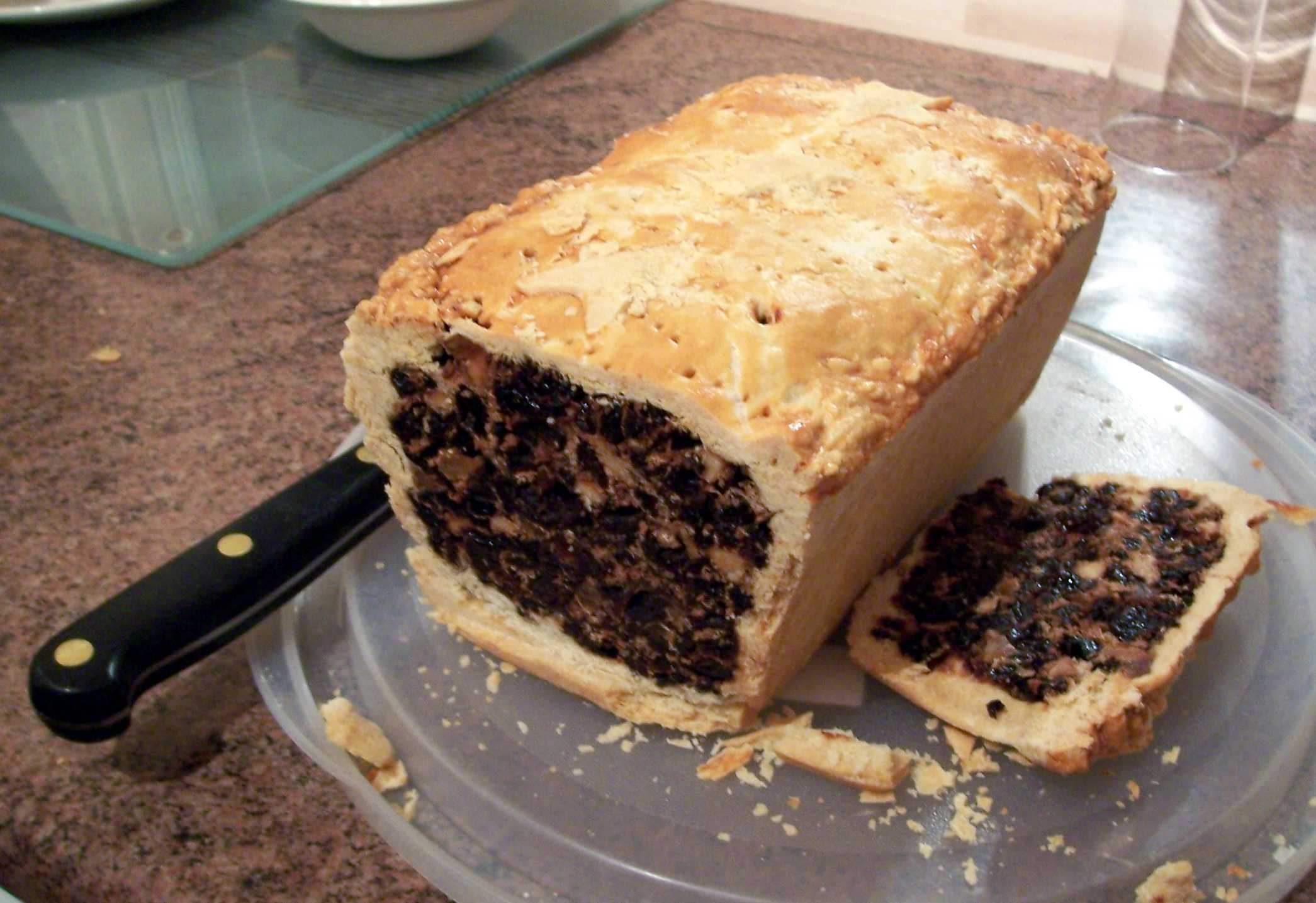
Black Bun, angeschnitten

Black Bun (englisch wörtlich etwa schwarzes Gebäck) ist ein Früchtekuchen im Teigmantel, der schottischen Ursprungs ist und traditionell zu Hogmanay verzehrt wird. Als Zutaten für die Füllung enthält der Kuchen typischerweise Rosinen, Korinthen, geriebene Zitronenschale, Mandeln, Zimt, Ingwer, Piment und schwarzen Pfeffer. 
Ursprünglich war Black Bun eine Art Dreikönigskuchen, der in der zwölften Nacht, d. h. in der Nacht zum 6. Januar (Epiphanias) verzehrt wurde. Diese Tradition wurde 1561 durch Königin Maria Stuart nach ihrer Rückkehr aus Frankreich begründet. Mit der Einführung der Reformation in Schottland im 16. Jahrhundert wurden die Festlichkeiten zu christlichen Feiertagen stark eingeschränkt. Die Tradition des Black Bun oder Scotch (Christmas) Bun zu Hogmanay wurde im 19. Jahrhundert wiederbelebt. Sie ist mittlerweile auch außerhalb Schottlands verbreitet.